# Lista över fornlämningar i Eskilstuna kommun (Tumbo)
Lista över fornlämningar i Eskilstuna kommun (Tumbo) är en förteckning av ett urval av de fornlämningar som finns i Tumbo i Eskilstuna kommun.
| Namn                                  | Lämningstyp             | Tillkomsttid | Historisk indelning | Plats       | Läge                 | ID-nr          | Bild                                      |
| ------------------------------------- | ----------------------- | ------------ | ------------------- | ----------- | -------------------- | -------------- | ----------------------------------------- |
| Tumbo 2:1                             | Stensättning            |              | Tumbo, Södermanland |             | 59.426175, 16.389878 | 10037900020001 | Ladda upp en bild av detta fornminne      |
| Tumbo 3:1                             | Gravfält                |              | Tumbo, Södermanland |             | 59.425273, 16.391588 | 10037900030001 | Ladda upp en bild av detta fornminne      |
| Tumbo 4:1                             | Gravfält                |              | Tumbo, Södermanland |             | 59.445882, 16.378591 | 10037900040001 | Ladda upp en bild av detta fornminne      |
| Tumbo 5:1                             | Gravfält                |              | Tumbo, Södermanland |             | 59.435037, 16.408860 | 10037900050001 | Ladda upp en bild av detta fornminne      |
| Tumbo 6:1                             | Stensättning            |              | Tumbo, Södermanland |             | 59.441516, 16.361855 | 10037900060001 | Ladda upp en bild av detta fornminne      |
| Tumbo 6:2                             | Stensättning            |              | Tumbo, Södermanland |             | 59.441373, 16.361694 | 10037900060002 | Ladda upp en bild av detta fornminne      |
| Tumbo 7:1                             | Hög                     |              | Tumbo, Södermanland |             | 59.451195, 16.343674 | 10037900070001 | Ladda upp en bild av detta fornminne      |
| Tumbo 7:2                             | Hög                     |              | Tumbo, Södermanland |             | 59.451235, 16.343451 | 10037900070002 | Ladda upp en bild av detta fornminne      |
| Tumbo 7:3                             | Stensättning            |              | Tumbo, Södermanland |             | 59.451338, 16.343301 | 10037900070003 | Ladda upp en bild av detta fornminne      |
| Tumbo 7:4                             | Stensättning            |              | Tumbo, Södermanland |             | 59.451350, 16.342786 | 10037900070004 | Ladda upp en bild av detta fornminne      |
| Tumbo 8:1                             | Gravfält                |              | Tumbo, Södermanland |             | 59.451764, 16.341560 | 10037900080001 | Ladda upp en bild av detta fornminne      |
| Tumbo 10:1                            | Gravfält                |              | Tumbo, Södermanland |             | 59.450737, 16.323535 | 10037900100001 | Ladda upp en bild av detta fornminne      |
| Tumbo 11:1                            | Gravfält                |              | Tumbo, Södermanland |             | 59.442738, 16.330058 | 10037900110001 | Ladda upp en bild av detta fornminne      |
| Tumbo 12:1                            | Hög                     |              | Tumbo, Södermanland |             | 59.444319, 16.328701 | 10037900120001 | Ladda upp en bild av detta fornminne      |
| Tumbo 14:1                            | Gravfält                |              | Tumbo, Södermanland |             | 59.442604, 16.326566 | 10037900140001 | Ladda upp en bild av detta fornminne      |
| Tumbo 15:1                            | Stensättning            |              | Tumbo, Södermanland |             | 59.443499, 16.321840 | 10037900150001 | Ladda upp en bild av detta fornminne      |
| Tumbo 16:1                            | Gravfält                |              | Tumbo, Södermanland |             | 59.446281, 16.319898 | 10037900160001 | Ladda upp en bild av detta fornminne      |
| Tumbo 17:1                            | Stensättning            |              | Tumbo, Södermanland |             | 59.429696, 16.318154 | 10037900170001 | Ladda upp en bild av detta fornminne      |
| Tumbo 18:1                            | Stensättning            |              | Tumbo, Södermanland |             | 59.437788, 16.298947 | 10037900180001 | Ladda upp en bild av detta fornminne      |
| Tumbo 19:1                            | Stensättning            |              | Tumbo, Södermanland |             | 59.434017, 16.297814 | 10037900190001 | Ladda upp en bild av detta fornminne      |
| Tumbo 20:1                            | Stensättning            |              | Tumbo, Södermanland |             | 59.433870, 16.295708 | 10037900200001 | Ladda upp en bild av detta fornminne      |
| Tumbo 21:1                            | Stensättning            |              | Tumbo, Södermanland |             | 59.443879, 16.294177 | 10037900210001 | Ladda upp en bild av detta fornminne      |
| Tumbo 22:1                            | Stensättning            |              | Tumbo, Södermanland |             | 59.434184, 16.290745 | 10037900220001 | Ladda upp en bild av detta fornminne      |
| Tumbo 24:1                            | Gravfält                |              | Tumbo, Södermanland |             | 59.413702, 16.348412 | 10037900240001 | Ladda upp en till bild av detta fornminne |
| Tumbo 26:1                            | Stensättning            |              | Tumbo, Södermanland |             | 59.410106, 16.361234 | 10037900260001 | Ladda upp en bild av detta fornminne      |
| Tumbo 26:2                            | Stensättning            |              | Tumbo, Södermanland |             | 59.410096, 16.361498 | 10037900260002 | Ladda upp en bild av detta fornminne      |
| Tumbo 27:1                            | Stensättning            |              | Tumbo, Södermanland |             | 59.411620, 16.359956 | 10037900270001 | Ladda upp en bild av detta fornminne      |
| Tumbo 28:1                            | Gravfält                |              | Tumbo, Södermanland |             | 59.418649, 16.341346 | 10037900280001 | Ladda upp en bild av detta fornminne      |
| Tumbo 28:2                            | Gravfält                |              | Tumbo, Södermanland |             | 59.418194, 16.341565 | 10037900280002 | Ladda upp en bild av detta fornminne      |
| Tumbo 31:1                            | Gravfält                |              | Tumbo, Södermanland |             | 59.421931, 16.357919 | 10037900310001 | Ladda upp en bild av detta fornminne      |
| Tumbo 32:1                            | Gravfält                |              | Tumbo, Södermanland |             | 59.417417, 16.354035 | 10037900320001 | Ladda upp en bild av detta fornminne      |
| Tumbo 33:1                            | Gravfält                |              | Tumbo, Södermanland |             | 59.416565, 16.354379 | 10037900330001 | Ladda upp en bild av detta fornminne      |
| Skansberget, Jätteberget (Tumbo 34:1) | Fornborg                |              | Tumbo, Södermanland |             | 59.413612, 16.375435 | 10037900340001 | Ladda upp en bild av detta fornminne      |
| Tumbo 35:1                            | Stensättning            |              | Tumbo, Södermanland |             | 59.442205, 16.325655 | 10037900350001 | Ladda upp en bild av detta fornminne      |
| Tumbo 36:1                            | Gravfält                |              | Tumbo, Södermanland |             | 59.420385, 16.326269 | 10037900360001 | Ladda upp en bild av detta fornminne      |
| Tumbo 36:2                            | Gravfält                |              | Tumbo, Södermanland |             | 59.419933, 16.325592 | 10037900360002 | Ladda upp en bild av detta fornminne      |
| Tumbo 38:1                            | Gravfält                |              | Tumbo, Södermanland |             | 59.416967, 16.328294 | 10037900380001 | Ladda upp en bild av detta fornminne      |
| Tumbo 39:1                            | Hög                     |              | Tumbo, Södermanland |             | 59.428862, 16.316458 | 10037900390001 | Ladda upp en bild av detta fornminne      |
| Tumbo 40:1                            | Gravfält                |              | Tumbo, Södermanland |             | 59.435610, 16.284328 | 10037900400001 | Ladda upp en bild av detta fornminne      |
| Tumbo 41:1                            | Gravfält                |              | Tumbo, Södermanland |             | 59.443902, 16.286667 | 10037900410001 | Ladda upp en bild av detta fornminne      |
| Sö 85 (Tumbo 42:1)                    | Runristning             |              | Tumbo, Södermanland | Västerby    | 59.434829, 16.288675 | 10037900420001 | Ladda upp en till bild av detta fornminne |
| Sö 362 (Tumbo 43:1)                   | Runristning             |              | Tumbo, Södermanland | Tumbo kyrka | 59.426202, 16.339423 | 10037900430001 | Ladda upp en till bild av detta fornminne |
| Sö 363 (Tumbo 43:2)                   | Runristning             |              | Tumbo, Södermanland | Tumbo kyrka | 59.426221, 16.339159 | 10037900430002 | Ladda upp en till bild av detta fornminne |
| Sö 84 (Tumbo 44:1)                    | Runristning             |              | Tumbo, Södermanland | Tumbo kyrka | 59.425747, 16.338782 | 10037900440001 | Ladda upp en till bild av detta fornminne |
| Sö 82 (Tumbo 44:2)                    | Runristning             |              | Tumbo, Södermanland | Tumbo kyrka | 59.425730, 16.338605 | 10037900440002 | Ladda upp en till bild av detta fornminne |
| Sö SB1965;12 (Tumbo 44:3)             | Runristning             |              | Tumbo, Södermanland | Tumbo kyrka | 59.425728, 16.339028 | 10037900440003 | Ladda upp en till bild av detta fornminne |
| Sö Fv1958;242 (Tumbo 44:4)            | Runristning             |              | Tumbo, Södermanland | Tumbo kyrka | 59.425900, 16.338661 | 10037900440004 | Ladda upp en till bild av detta fornminne |
| Sö ATA5165/58 (Tumbo 44:6)            | Runristning             |              | Tumbo, Södermanland | Tumbo kyrka | 59.425965, 16.339460 | 10037900440006 | Ladda upp en bild av detta fornminne      |
| Tumbo 45:1                            | Gravfält                |              | Tumbo, Södermanland |             | 59.437463, 16.280303 | 10037900450001 | Ladda upp en bild av detta fornminne      |
| Tumbo 46:1                            | Gravfält                |              | Tumbo, Södermanland |             | 59.408515, 16.347567 | 10037900460001 | Ladda upp en bild av detta fornminne      |
| Tumbo 47:1                            | Gravfält                |              | Tumbo, Södermanland |             | 59.420406, 16.344380 | 10037900470001 | Ladda upp en bild av detta fornminne      |
| Tumbo 48:1                            | Gravfält                |              | Tumbo, Södermanland |             | 59.436877, 16.337463 | 10037900480001 | Ladda upp en till bild av detta fornminne |
| Tumbo 49:1                            | Stensättning            |              | Tumbo, Södermanland |             | 59.423387, 16.362385 | 10037900490001 | Ladda upp en bild av detta fornminne      |
| Tumbo 50:1                            | Stensättning            |              | Tumbo, Södermanland |             | 59.408600, 16.339164 | 10037900500001 | Ladda upp en bild av detta fornminne      |
| Smörkullen (Tumbo 51:1)               | Hög                     |              | Tumbo, Södermanland |             | 59.411407, 16.269233 | 10037900510001 | Ladda upp en till bild av detta fornminne |
| Smörkullen (Tumbo 51:2)               | Stensättning            |              | Tumbo, Södermanland |             | 59.411170, 16.269345 | 10037900510002 | Ladda upp en bild av detta fornminne      |
| Tumbo 52:1                            | Gravfält                |              | Tumbo, Södermanland |             | 59.412434, 16.248888 | 10037900520001 | Ladda upp en bild av detta fornminne      |
| Tumbo 53:1                            | Stensättning            |              | Tumbo, Södermanland |             | 59.416293, 16.260969 | 10037900530001 | Ladda upp en bild av detta fornminne      |
| Tumbo 55:1                            | Hög                     |              | Tumbo, Södermanland |             | 59.412041, 16.249554 | 10037900550001 | Ladda upp en bild av detta fornminne      |
| Tumbo 56:1                            | Hög                     |              | Tumbo, Södermanland |             | 59.415345, 16.398815 | 10037900560001 | Ladda upp en bild av detta fornminne      |
| Tumbo 56:2                            | Stensättning            |              | Tumbo, Södermanland |             | 59.415345, 16.398815 | 10037900560002 | Ladda upp en bild av detta fornminne      |
| Tumbo 57:1                            | Röse                    |              | Tumbo, Södermanland |             | 59.431204, 16.396005 | 10037900570001 | Ladda upp en bild av detta fornminne      |
| Tumbo 59:1                            | Gravfält                |              | Tumbo, Södermanland |             | 59.445504, 16.361515 | 10037900590001 | Ladda upp en bild av detta fornminne      |
| Tumbo 64:1                            | Stensättning            |              | Tumbo, Södermanland |             | 59.444725, 16.370702 | 10037900640001 | Ladda upp en bild av detta fornminne      |
| Tumbo 64:2                            | Stensättning            |              | Tumbo, Södermanland |             | 59.444832, 16.370708 | 10037900640002 | Ladda upp en bild av detta fornminne      |
| Tumbo 64:3                            | Stensättning            |              | Tumbo, Södermanland |             | 59.444776, 16.370484 | 10037900640003 | Ladda upp en bild av detta fornminne      |
| Tumbo 64:4                            | Stensättning            |              | Tumbo, Södermanland |             | 59.445108, 16.370064 | 10037900640004 | Ladda upp en bild av detta fornminne      |
| Tumbo 78:1                            | Stensättning            |              | Tumbo, Södermanland |             | 59.418734, 16.399684 | 10037900780001 | Ladda upp en bild av detta fornminne      |
| Tumbo 80:1                            | Stensättning            |              | Tumbo, Södermanland |             | 59.416230, 16.403639 | 10037900800001 | Ladda upp en bild av detta fornminne      |
| Tumbo 80:2                            | Stensättning            |              | Tumbo, Södermanland |             | 59.416195, 16.403374 | 10037900800002 | Ladda upp en bild av detta fornminne      |
| Tumbo 80:3                            | Stensättning            |              | Tumbo, Södermanland |             | 59.416338, 16.403552 | 10037900800003 | Ladda upp en bild av detta fornminne      |
| Tumbo 81:1                            | Stensättning            |              | Tumbo, Södermanland |             | 59.416752, 16.393433 | 10037900810001 | Ladda upp en bild av detta fornminne      |
| Tumbo 82:1                            | Stensättning            |              | Tumbo, Södermanland |             | 59.416725, 16.391407 | 10037900820001 | Ladda upp en bild av detta fornminne      |
| Tumbo 83:1                            | Stensättning            |              | Tumbo, Södermanland |             | 59.417566, 16.387987 | 10037900830001 | Ladda upp en bild av detta fornminne      |
| Tumbo 83:2                            | Stensättning            |              | Tumbo, Södermanland |             | 59.417547, 16.388303 | 10037900830002 | Ladda upp en bild av detta fornminne      |
| Tumbo 83:3                            | Stensättning            |              | Tumbo, Södermanland |             | 59.417515, 16.388560 | 10037900830003 | Ladda upp en bild av detta fornminne      |
| Tumbo 84:1                            | Grav- och boplatsområde |              | Tumbo, Södermanland |             | 59.418021, 16.386568 | 10037900840001 | Ladda upp en bild av detta fornminne      |
| Tumbo 85:1                            | Stensättning            |              | Tumbo, Södermanland |             | 59.417763, 16.390220 | 10037900850001 | Ladda upp en bild av detta fornminne      |
| Tumbo 87:1                            | Gravfält                |              | Tumbo, Södermanland |             | 59.410842, 16.396892 | 10037900870001 | Ladda upp en bild av detta fornminne      |
| Tumbo 89:1                            | Stensättning            |              | Tumbo, Södermanland |             | 59.413651, 16.388254 | 10037900890001 | Ladda upp en bild av detta fornminne      |
| Tumbo 89:2                            | Stensättning            |              | Tumbo, Södermanland |             | 59.413411, 16.387775 | 10037900890002 | Ladda upp en bild av detta fornminne      |
| Tumbo 90:1                            | Stensättning            |              | Tumbo, Södermanland |             | 59.423451, 16.412468 | 10037900900001 | Ladda upp en bild av detta fornminne      |
| Tumbo 92:1                            | Stensättning            |              | Tumbo, Södermanland |             | 59.425823, 16.406115 | 10037900920001 | Ladda upp en bild av detta fornminne      |
| Tumbo 93:1                            | Hög                     |              | Tumbo, Södermanland |             | 59.413150, 16.247966 | 10037900930001 | Ladda upp en bild av detta fornminne      |
| Tumbo 94:1                            | Stensättning            |              | Tumbo, Södermanland |             | 59.428947, 16.396304 | 10037900940001 | Ladda upp en bild av detta fornminne      |
| Tumbo 96:1                            | Stensättning            |              | Tumbo, Södermanland |             | 59.425469, 16.401247 | 10037900960001 | Ladda upp en bild av detta fornminne      |
| Tumbo 104:2                           | Stensättning            |              | Tumbo, Södermanland |             | 59.422027, 16.292378 | 10037901040002 | Ladda upp en bild av detta fornminne      |
| Tumbo 115:1                           | Stensättning            |              | Tumbo, Södermanland |             | 59.428191, 16.315884 | 10037901150001 | Ladda upp en bild av detta fornminne      |
| Tumbo 123:1                           | Stensättning            |              | Tumbo, Södermanland |             | 59.441045, 16.341649 | 10037901230001 | Ladda upp en bild av detta fornminne      |
| Tumbo 124:1                           | Stensättning            |              | Tumbo, Södermanland |             | 59.439024, 16.391208 | 10037901240001 | Ladda upp en bild av detta fornminne      |
| Tumbo 127:1                           | Stensättning            |              | Tumbo, Södermanland |             | 59.421858, 16.400614 | 10037901270001 | Ladda upp en bild av detta fornminne      |
| Tumbo 127:2                           | Hög                     |              | Tumbo, Södermanland |             | 59.421725, 16.400432 | 10037901270002 | Ladda upp en bild av detta fornminne      |
| Tumbo 127:3                           | Stensättning            |              | Tumbo, Södermanland |             | 59.421808, 16.400194 | 10037901270003 | Ladda upp en bild av detta fornminne      |
| Tumbo 127:6                           | Gravfält                |              | Tumbo, Södermanland |             | 59.421167, 16.399649 | 10037901270006 | Ladda upp en bild av detta fornminne      |
| Tumbo 130:1                           | Stensättning            |              | Tumbo, Södermanland |             | 59.415361, 16.404294 | 10037901300001 | Ladda upp en bild av detta fornminne      |
| Torshälla 54:1                        | Gravfält                |              | Tumbo, Södermanland |             | 59.413034, 16.404639 | 10037500540001 | Ladda upp en bild av detta fornminne      |
| Torshälla 110:1                       | Stensättning            |              | Tumbo, Södermanland |             | 59.415013, 16.404639 | 10037501100001 | Ladda upp en bild av detta fornminne      |
| Torshälla 137:1                       | Gravfält                |              | Tumbo, Södermanland |             | 59.415366, 16.405414 | 10037501370001 | Ladda upp en bild av detta fornminne      |